# 希拉·舍伍德
希拉·舍伍德（英語：Sheila Sherwood，1945年10月22日—），旧姓帕金（Parkin），英国女子田径运动员。她曾代表英国参加1964年、1968年和1972年夏季奥林匹克运动会田径比赛，其中1968年奥运会获得一枚银牌。